# Megaselia pagei
Megaselia pagei är en tvåvingeart som beskrevs av Ronald Henry Lambert Disney 1987. Megaselia pagei ingår i släktet Megaselia och familjen puckelflugor. Inga underarter finns listade i Catalogue of Life.